# دست کثیف استعمار
دست کثیف استعمار یا یک گلوله برای ژنرال (به اسپانیایی: Quién sabe?‎ عنوان اصلی به معنای «چه کسی می‌داند؟»، در زبان اسپانیایی)، همچنین با عنوان El Chuncho Quién Sabe?‎ شناخته می‌شود یک فیلم درام وسترن اسپاگتی ایتالیایی به کارگردانی دامیانو دامیانی و با بازی جان ماریا ولونته، لو کاستل، کلاوس کینسکی و مارتین بسویک محصول سال ۱۹۶۶ است.